# C9orf153
C9orf153 (англ. Chromosome 9 open reading frame 153) – білок, який кодується однойменним геном, розташованим у людей на 9-й хромосомі. Довжина поліпептидного ланцюга білка становить 101 амінокислот, а молекулярна маса — 11 254.
| 10         |  | 20         |  | 30         |  | 40         |  | 50         |
| ---------- |  | ---------- |  | ---------- |  | ---------- |  | ---------- |
| MFLTGDTSPA |  | EDNREATLPQ |  | CSLPELYACI |  | ENFNKESKKS |  | NLLKMHGISL |
| NEAQEVLARN |  | LNVMSFTRGA |  | DVRGDLQPVI |  | SVNKMNKPGK |  | HRKTPSPKIN |
| K          |  |            |  |            |  |            |  |            |

A: Аланін

C: Цистеїн

D: Аспарагінова кислота

E: Глутамінова кислота

F: Фенілаланін

G: Гліцин

H: Гістидин

I: Ізолейцин

K: Лізин

L: Лейцин

M: Метіонін

N: Аспарагін

P: Пролін

Q: Глутамін

R: Аргінін

S: Серин

T: Треонін

V: Валін

Задіяний у такому біологічному процесі, як альтернативний сплайсинг. 